# Fawzi Gamal
Fawzi Gamal (in arabo فوزي جمال‎?; Ismailia, 23 ottobre 1966) è un ex calciatore egiziano, di ruolo difensore.

## Carriera

### Club
Ha sempre militato nel campionato egiziano, vincendolo una volta.

### Nazionale
Con la maglia della Nazionale egiziana ha partecipato a quattro edizioni consecutive della Coppa d'Africa.

## Palmarès

### Club
- Campionato egiziano: 3

Ismaily: 1990-1991
- Coppa d'Egitto: 1

Ismaily: 1996-1997